# 톰과 제리: 호두 까기 인형 이야기
《톰과 제리: 호두 까기 인형 이야기》(Tom and Jerry: A Nutcracker Tale)은 2007년에 공개된 미국의 비디오 영화이다.

## 같이 보기
- 크리스마스 영화 목록